# Alxasaure
L'alxasaure (Alxasaurus) és un gènere de dinosaure teròpode terizinosauroïdeu que va viure al Cretaci inferior en el que avui en dia és Mongòlia Interior. És un dels membres més antics coneguts de la superfamília dels terizinosauroïdeus, però ja presentava la forma corporal - incloent el coll llarg, la cua curta i les urpes llargues de les mans - dels terizinosauroïdeus posteriors. Com els altres membres d'aquest grup, era un bípede herbívor amb un llarg intestí per a processar el material vegetal. Se'n coneixen diversos espècimens i el més llarg feia uns 3,8 metres de longitud.